# کمیسیون معاملاتی معاملات آتی کالای ایالات متحده
کمیسیون معاملات آتی کالای ایالات متحده (به انگلیسی: U.S. Commodity Futures Trading Commission) یا سی اف تی سی یک آژانس مستقل از دولت ایالات متحده در سال ۱۹۷۴ است که بازار آتی و گزینه را تنظیم می‌کند.
قانون مبادله کالاها (CEA)، 7 U.S.C. § ۱ و بعد، منع رفتار جعلی در تجارت قراردادهای آتی است. مأموریت CFTC به منظور ایجاد بازارهای باز، شفاف، رقابتی و مالی، برای جلوگیری از خطر سیستماتیک و حفاظت از کاربران بازار و صندوق‌های آنها، مصرف‌کنندگان و مردم از تقلب، دستکاری و شیوه‌های سوء استفاده در ارتباط با مشتقات و سایر محصولات که تحت قانون مبادله کالا قرار دارند. پس از بحران مالی ۲۰۰۷–۲۰۰۸ و از سال ۲۰۱۰ با قانون Dodd-Frank Wall Street اصلاحات و قانون حمایت از مصرف‌کنندگان، CFTC در حال تغییر است تا شفافیت بیشتر و تنظیمات سختگیرانه را در بازار چند برابر دلاری مبادله کند.

## تاریخچه
قراردادهای آتی برای کالاهای کشاورزی در ایالات متحده بیش از ۱۵۰ سال معامله شده‌است و از دهه ۱۹۲۰ تحت قوانین فدرال بوده‌است. قانون آینده غلات ۱۹۲۲ قانون اساسی را تعیین کرد و توسط قانون مبادلات کالای 1936 (7 U.S.C. ۱ و بعدی) تغییر کرد.
از دهه ۱۹۷۰، معاملات قراردادهای آتی به سرعت از کالاهای فیزیکی و کشاورزی سنتی به مجموعه گسترده‌ای از ابزارهای مالی، از جمله ارزهای خارجی، اوراق بهادار و اوراق بهادار دولتی خارجی، و ایالات متحده و شاخص‌های سهام خارجی گسترش یافته‌است.
کنگره CFTC را در سال ۱۹۷۴ به عنوان یک سازمان مستقل با اختیار تنظیم کرد. قانون کمیسیون بازرگانی مبادله کالاها در سال 1974 (P.L. 93-463) CFTC را برای جایگزینی اداره ارز مبادلات اداره کشاورزی ایالات متحده به عنوان اداره فدرال مستقل مسئول تنظیم بازارهای آتی و گزینه کالاها در ایالات متحده ایجاد کرد. این قانون تغییرات گسترده‌ای را در اختیار اساسی قانون مبادله کالاها (CEA) سال ۱۹۳۶ انجام داد که تغییرات گسترده‌ای در قانون اصلی آیندهٔ دانه 1922 (7 U.S.C. ۱ و پس از آن) انجام داد.
مجوز در دسامبر ۲۰۰۰ تجدید و گسترش یافت که کنگره قانون مدرنیزاسیون کالاهای مبادله سال ۲۰۰۰ را تصویب کرد که به کمیسیون اوراق بهادار و بورس و دستور داد تا یک رژیم مشترک را برای آیندهٔ تک سهام، که محصولات آن آغاز شده بود، تجارت در نوامبر سال ۲۰۰۲. در سال ۲۰۰۳ رشد ارزش مبادلات از زمان معرفی آنها در اواخر دهه ۱۹۷۰ منفجر شد.
در سال ۲۰۱۰، قانون اصلاح قانون حمایت از مصرف‌کننده دیود-فرانک وال استریت، قانون CFTC را به بازارهای swaps گسترش داد تا ممنوعیت استفاده بی قید و شرط از برنامه‌های دستکاری را بدون هیچ گونه گذشته‌ای داشته باشد - باید اثبات قصد خاص متهم به تأثیرگذاری قیمت‌ها و وجود یک قیمت مصنوعی.

## مسئولیت‌ها
CFTC اطمینان از سود بازارهای آتی را با تشویق رقابت و کارایی آنها، اطمینان از صداقت آنها، محافظت از شرکت کنندگان در بازار در مقابل دستکاری، روش‌های تجاری تجاوز و تقلب و اطمینان از صحت مالی فرایند پاکسازی فراهم می‌کند. CFTC مانند SEC، مستقیماً امنیت و پایبندی بنگاه‌های فردی را به غیر از نمایندگی‌های مبادله شده تحت نظارت و شرکت کنندگان اصلی مبادله که برای آنها استانداردهای سرمایه ای را طبق Dodd-Frank تعیین می‌کند، تنظیم نمی‌کند. از طریق نظارت، CFTC بازارهای آتی را قادر می‌سازد تا به عملکرد کشف قیمت و رفع خطرات قیمت کمک کنند.
از سال ۲۰۱۴، CFTC نظارت بر «بازار قراردادهای تعیین شده» (DCMs) یا مبادلات، تسهیلات مبادله (SEFs)، سازمانهای پاکسازی مشتقات، مبادله مخازن داده، مبادله نمایندگی‌ها، بازرگانان معاملات مبادله، اپراتورهای سهام مبادله و اپراتورهای دیگر و سایر واسطه‌ها است. CFTC کار خود را با تنظیم کننده‌های خارجی هماهنگ می‌کند، از جمله همتای بریتانیا، مؤسسه مالی امور مالی که بر لست فلزات لندن نظارت دارد.

## مشتقات غیر مقدماتی
متولد بروکسلی
در سال ۱۹۹۸، رئیس شورای CFTC Brooksley E. Born، کنگره و رئیس‌جمهور را لابی کرد [صفحه مورد نیاز]، نظارت CFTC بر بازارهای غیرفعال را برای مشتقات بدون قرارداد (OTC) علاوه بر موجودیت نظارت بر مشتقات معامله شده با مبادله، اما هشدارهایش توسط دیگر تنظیم کننده‌ها مخالفت کردند.
دو اقدام CFTC در سال ۱۹۹۸ موجب شد تا برخی از شرکت کنندگان در بازار ابراز نگرانی کنند که CFTC ممکن است «لغو مبادله» را تغییر دهد و تلاش کند قوانین جدیدی را در بازار مبادله ایجاد کند. اولاً، در یک نظر فوریه ۱۹۹۸ در مورد پیشنهاد پیشنهادی کارگزار و فروشنده SEC, CFTC اظهار داشت که پیشنهادی SEC موجب ایجاد اختلاف با قانون مبادلات کالا (CEA) خواهد شد تا آنجا که برخی از ابزارهای مبادله بیرونی در داخل محدوده CEA و تحت مجوز قانونی مجاز CFTC قرار دارند.
در ماه مه سال ۱۹۹۸، CFTC یک «آزمایشی مفهومی» را صادر کرد که درخواست نظری دربارهٔ اینکه آیا مقررات بازارهای مبادلات بیرونی مناسب بوده‌است یا خیر، و اگر چنین باشد، باید چنین مقرراتی را تشکیل دهد. قانون در سال ۱۹۹۹ در درخواست وزارت خزانه داری ایالات متحده، هیئت مدیره فدرال رزرو و SEC محدودیت‌های قانونگذاری CFTC را در رابطه با مبادلات و ابزارهای ترکیبی تا ۳۰ مارس ۱۹۹۹ محدود کرد و وضعیت قانونی قبل از قبول قراردادهای مبادله را متوقف کرد و ابزار ترکیبی با توجه به «معافیت مبادله»، «قانون ابزار ترکیبی»، «بیانیه سیاست سیاست مبادله» یا «تفسیر ترکیبی» وارد شده‌است. متن این قانون به این شرح است: «... کمیسیون ممکن است هیچ قاعده یا مقررات را پیشنهادی یا مقرراتی ارائه ندهد، یا هر تفسیر یا بیانیه سیاستی را صادر کند، که فعالیت را در یک ابزار ترکیبی واجد شرایط یا قرارداد مبادله محدود یا تنظیم می‌کند». کمی بعد از آنکه کنگره این قانون را ممنوع کرد و CFTC را از تنظیم مشتقات حذف کرد، متولد شد. او بعدها شکست مدیریت مدرن سرمایه‌داری و کمک‌های بعدی را به عنوان نشان دهنده آنچه که او سعی در جلوگیری از آن داشت، اظهار نظر کرد.

## مشتقات نفت و آینده: گمانه زنی یا مبانی
از سال ۱۹۹۱، CFTC معافیت‌های مخفی از مقررات حبس را به ۱۹ بانک بزرگ و شرکت کنندگان در بازار منصوب کرد و به آنها اجازه داد تا موقعیت‌های نامحدود را جمع‌آوری کنند. این معافیت‌ها تنها پس از بحران مالی سال ۲۰۰۸ افتتاح شد و کنگره اطلاعات مربوط به شرکت کنندگان در بازار را درخواست کرد. یک معامله گر یا بانک معافیت را به عنوان یک حصیر بی فایده می‌تواند قیمت کالای را بدون اینکه تولیدکننده یا مصرف‌کننده آن باشد، تحت تأثیر قرار می‌دهد.
در ماه دسامبر ۲۰۰۷ در جریان بحران وام مسکن، صندوق بین‌المللی پول CFTC شروع به تحقیق در مورد حمل و نقل، ذخیره و تجارت نفت خام ایالات متحده برای دستکاری قیمت‌ها کرد که شامل تحلیل کالا از آینده نفت خام ایالات متحده بود. [notes 2] تا ماه مه ۲۰۰۸، از آیندهٔ نفت خام نشان داد که افزایش ۴۰ درصدی قیمت‌ها به میزان ۱۳۵ دلار در هر بشکه بوده‌است؛ نگرانی‌هایی وجود دارد که قیمت‌های ثبت شده ممکن است ناشی از «دستکاری یا تقلب» باشد. مایکل هائه، رئیس تحقیقات کالاهای ایالات متحده در نیویورک در Société Générale SA و اقتصاددان ارشد CFTC سابق، در مصاحبه ای گفت: "برای CFTC بی سابقه است که می‌گویند آنها در محدوده تحقیقات هستند." آنها ممکن است از کنگره تحت فشار باشند تا با توجه به قیمت‌های بالا نگاه کنند"برخی معتقد بودند که مبانی بازار نفت خام، قیمت، نه بازار سوداگری را در اختیار دارند.
در ۲۵ ژوئن ۲۰۰۸، سخنگوی Pelosi، نامه ای را به رئیس‌جمهور بوش فرستاد که از او خواست تا CFTC را به منظور استفاده از قدرت اضطراری خود برای اقدام فوری برای جلوگیری از حدس و گمانهای بیشماری در بازارهای انرژی، برای بررسی تمام قراردادهای انرژی و اینکه علی‌رغم گزارش‌های زیاد گمانه زنی در بازارهای انرژی، CFTC از اقداماتی که در گذشته گرفته شده‌است، اجتناب ورزید. قانون اضطراری بازارهای انرژی در سال ۲۰۰۸ یک لایحه ناکام بود که می‌توانست سعی در جلوگیری از گمانه زنی‌های بیشماری در بازارهای آینده انرژی داشته باشد.
باراک اوباما، کاندیدای ریاست جمهوری در آستانه انتخابات اوت ۲۰۰۸، استدلال کرد که نقاط ضعف در مقررات CFTC موجب افزایش قیمت‌ها و عدم شفافیت در بازارهای نفتی شد.
در آوریل ۲۰۱۰، رویترز گزارش داد که اکثریت قریب به اتفاق (۷۳ درصد) از ۴۰ عامل عمده در صنعت نفت، از جمله معامله گران و تحلیل گران در برخی از بزرگترین بانک‌ها، خانه‌های بازرگانی و شرکت‌های نفتی، مصاحبه کرده‌اند، گمانه زنی‌ها افزایش قیمت‌ها را فراتر از آنچه مبانی عرضه و تقاضا دیکته شده‌است. فیل بلین تحلیلگر گروه مالی Peregrine ادعا کرد که از لحاظ اصول عرضه و تقاضا، بازار نفت تنها پیام رسان بود. در ماه آوریل، CFTC شروع به پیش‌بینی در تجارت انرژی و کالاها، به ویژه نفت کرد، و پیشنهاد کرد محدود کردن تعداد قراردادهای آتی بازیکنان مالی می‌تواند در هر زمان نگه داشته شود. "

## نرخ ارز خارجی
در ماه نوامبر سال ۲۰۱۴، CFTC و اداره مالی مالی UK، شش بانک را برای دستکاری در بازار ارز جریمه دادند؛ JPMorgan, Chase, Citigroup, HSBC, RBS و UBS تقریباً ۱٫۲ میلیارد دلار به FCA و ۱٫۵ میلیارد دلار یا حدود ۳۰۰ میلیون دلار برای CFTC پرداخت کردند.

## تنظیم ارزهای دیجیتال
در ماه مارس ۲۰۱۴، CFTC اذعان داشت که تنظیم مقررات بیت‌کوین را مورد توجه قرار می‌دهد. CFTC می‌تواند معاملات بیت‌کوین را به عنوان معاملات swap, futures یا spot انجام دهد، در غیر این صورت Bitcoin احتمالاً یک کالا تحت CEA است. در ماه اکتبر، کمیته مشورتی کمیته جهانی بازار CFTC در مورد ارزهای مجازی بحث کرد. Mark Wetjen در OpEd توسط WSJ پس از آن نوشت: «بیت کوین می‌تواند نقش مهمی در بازارهای مشتقات و همچنین خدمات مالی بازی کند.» و قرارداد مبادله ای در بیت کوین که برای ثبت نام برای یک ثبت نام ثبت شده بود پلت فرم معاملاتی اخیراً به CFTC ارائه شده‌است.

## کمیسیون
در CFC، واشینگتن دی سی، دفترهای منطقه ای را در شیکاگو، نیویورک و کانزاس سیتی میسوری اداره می‌کند. کمیسیون متشکل از پنج کمیساریای است که توسط رئیس‌جمهور ایالات متحده منصوب شده‌اند تا شرایط پنج ساله ای را به کار گیرند. رئیس‌جمهور، با رضایت سنای ایالات متحده، یکی از اعضای کمیسیون را به عنوان رئیس انتخاب می‌کند. بیش از سه نفر از اعضای کمیسیون ممکن است در یک زمان یک حزب سیاسی باشند.

## اعضای کنونی کمیسیون
جی. کریستوفر جیانکارلو، رئیس (در تاریخ ۱۶ ژوئن 2014)
براون کوئینتنز (در تاریخ ۱۵ اوت ۲۰۱۷ قسم خورده‌است) روستین بهنام (به تاریخ ۶ سپتامبر ۲۰۱۷ متهم شد)

## کارکنان رئیس
در CFC، واشینگتن دی سی، دفترهای منطقه ای را در شیکاگو، نیویورک و کانزاس سیتی میسوری اداره می‌کند. کمیسیون متشکل از پنج کمیساریای است که توسط رئیس‌جمهور ایالات متحده منصوب شده‌اند تا شرایط پنج ساله ای را به کار گیرند. رئیس‌جمهور، با رضایت سنای ایالات متحده، یکی از اعضای کمیسیون را به عنوان رئیس انتخاب می‌کند. بیش از سه نفر از اعضای کمیسیون ممکن است در یک زمان یک حزب سیاسی باشند.
دفتر امور خارجی (OEA) ارتباط کمیسیون با رسانه‌های خبری، تولیدکنندگان و گروه‌های کاربر بازار، گروه‌های آموزشی و عموم مردم است. OEA اطلاعاتی دربارهٔ قواعد نظارتی، نقش اقتصادی بازارهای آتی، ابزارهای بازار جدید، مقررات بازار، اقدامات اجرایی و ابتکارات حفاظت از مشتری را فراهم می‌کند.

## بخش مبادله فروش و نظارت واسطه
بخش مبادله نمایندگی و نظارت واسطه، ثبت نام، انطباق و استانداردهای انجام امور تجاری واسطه‌ها، نمایندگی‌های مبادله ای و شرکت‌های بزرگ مبادله را نظارت می‌کند.

## بخش از پاکسازی و ریسک
وظایف بخش نظارت و نظارت و ارزیابی شامل نظارت بر سازمان‌های پاکسازی مشتقات است.

## بخش نظارت بر بازار
بخش نظارت بر بازار، مسئولیت نظارت را برای تشخیص اولیه و نظارت مستمر بر روی تسهیلات اجرایی تجاری، از جمله مبادلات آتی جدید ثبت شده و تسهیلات انجام معامله مشتقات، به عهده دارد. توابع نظارتی از بخش شامل، در میان چیزهای دیگر، نظارت بر بازار، بررسی عمل تجارت و تحقیقات، حکومت بررسی اجرای قانون، بررسی محصول مرتبط و مربوط به بازار اصلاحات قانون، و کالا در ارتباط است و studies.Director مربوط به بازار در سال ۲۰۱۳ وینسنت مک گونگل

## بخش اجرایی
بخش تعلیق، نقض قوانین مبادله کالاها و مقررات CFTC را مورد بررسی و رسیدگی قرار می‌دهد. نقض ممکن است شامل معاملات آتی یا گزینه معاملاتی در مبادلات کالاهای داخلی یا بازاریابی نامناسب سرمایه‌گذاری کالاها باشد. بخش ممکن است، در جهت کمیسیون، شکایات را قبل از قضات اداری آژانس یا در دادگاه‌های منطقه‌ای ایالات متحده شکایت کند. نقض کیفری اتهامات مبنی بر مبادله کالا یا نقض قوانین فدرال دیگر که شامل معاملات آتی کالا می‌شود، می‌تواند به اداره عدلی و قضایی مراجعه نماید. این بخش همچنین کمک متخصص و کمک‌های فنی را با پرونده‌های توسعه و آزمایش‌ها به دفاتر وکالت‌های ایالات متحده، دیگر تنظیم کننده‌های فدرال و ایالتی و مقامات بین‌المللی ارائه می‌دهد. مدیر بخش اجرایی تا سال ۲۰۰۸ گرگوری موکک بود و پس از آن دیوید میستر تا اکتبر ۲۰۱۳، و پس از آن Gretchen L. LOW و آیتان Goelman است.

## دفتر اکونومیست اصلی
دفتر اصلی اقتصاددان یک دفتر مستقل است که مسئولیت ارائه مشاوره تخصصی اقتصادی به کمیسیون است. توابع آن عبارتند از تجزیه و تحلیل سیاست، تحقیقات اقتصادی، شهادت متخصص، آموزش و پرورش و آموزش. از سال ۲۰۱۴ این دفتر توسط سایای سرینویوزان برگزار شده‌است.

## دفتر مشاور عمومی
دفتر مشاور عمومی (OGC) مشاور حقوقی کمیسیون است. کارکنان OGC کمیسیون را در پرونده‌های دادرسی و برخی موارد مربوط به محاکمه، از جمله دادرسی ورشکستگی که شامل متخصصان صنعت آینده می‌شود، نمایندگی می‌کند. به عنوان مشاور حقوقی کمیسیون، OGC کلیه مطالب مهم نظارتی، قانونی و اداری را که به آن ارائه شده‌است بررسی می‌کند و کمیسیون راجع به کاربرد و تفسیر قانون مبادله کالاها و دیگر مقررات اداری را توصیه می‌کند. OGC همچنین به کمیسیون در انجام وظایف محاکمه کمک می‌کند. جاناتان ل. مارکوس از آوریل ۲۰۱۳ تا کنون است.

## دفتر مدیر اجرایی
دفتر مدیر اجرایی (OED) سیاست‌های مدیریتی و اداری و عملکرد آژانس را تدوین و اجرا می‌کند. کارکنان OED، بودجه سازمان را تنظیم می‌کنند، تخصیص و استفاده از منابع آژانس را کنترل می‌کنند، کنترل‌های مدیریتی و یکپارچگی مالی را ترویج می‌دهند، سیستم‌های خودکار اطلاعات سازمان را توسعه و نگهداری می‌کنند. اداره مقدماتی که تحت هدایت اداری OED است، یک فروم ارزان و سریع برای رسیدگی به شکایات مشتریان علیه افراد یا شرکت‌های ثبت شده در انجمن آیندهٔ ملی (NFA) از طریق برنامه بازپرداخت آن فراهم می‌کند. اداره پرونده همچنین قضات اجرای دادرسی کمیسیون را می‌شنود و تصمیم می‌گیرد.
این مسئول ضبط و نظارت بر معاملات قراردادهای آتی در بورس اوراق بهادار ایالات متحده است. CFTC دارای صلاحیت، تعلیق یا سوءاستفاده از شرکت یا شخص در یک دادگاه فدرال در موارد سوء رفتار، تقلب یا در صورت شکستن قوانین است.
CFTC گزارش‌های هفتگی حاوی اطلاعات مربوط به سهام برای بخش‌های بازار، که ۲۰ یا بیشتر شرکت کنندگان را گزارش می‌دهند، منتشر می‌کند. این گزارش‌ها هر جمعه (شامل داده‌های سه شنبه گذشته) منتشر می‌شود و حاوی اطلاعات مربوط به تقسیم سود آزاد با توجه بازپرداختی قابل گزارش و قابل گزارش و نیز بازپرداخت تجاری و غیر تجاری است. این نوع گزارش به عنوان «تعهدات گزارش تجار»، COT گزارش یا به سادگی COTR نامیده می‌شود.
CFTC مجاز است برای تنظیم استخرهای کالاها و مشاوران کالای تجاری. بسیاری از وجوه صندوق‌ها به عنوان مخازن کالاها عمل می‌کنند. شارون براون-هروسکا، مدیر اجرایی CFTC، در یک آدرس به انجمن صنفی اوراق بهادار در سال ۲۰۰۴ گفت که ۶۵ از ۱۰۰ صندوق بودجه در سال ۲۰۰۳، مخازن کالا بودند و ۵۰ از ۱۰۰ صندوق‌های تسهیل‌کننده بود که علاوه بر CTA به استخرهای کالایی.

## دفتر Whistleblower
در سال ۲۰۱۲، کریستوفر ارمن، یک جانباز SEC برای اجرای دفتر جدید Whistleblower برای CFTC انتخاب شد. در مصاحبه ای منتشر شده در وال استریت ژورنال، آقای ارمن نقل شده‌است: «یکی تنها در درک اجرای است. من یک مرد اجرایی هستم و من تحقیقاتی را انجام دادم و پرونده‌ها را برای چند سال به ارمغان آوردم. من درک می‌کنم که چه مردانی در حال اجرا هستند شکایت‌های Whistleblower هیچ ارزش ذاتی ندارند. هنگامی که آنها فقط با من نشسته‌اند، آنها فقط به معنای چیزی نیستند. آن‌ها برای تقسیم مجازات ارزشمند هستند تا بتوانند تحقیقات انجام دهند.» وب سایت برای برنامه ادعا می‌کند: «اطلاعاتی که برای اولین بار به CFTC پس از تاریخ ۲۱ ژوئیه ۲۰۱۰ - تاریخ تصویب قانون Dodd-Frank اعطا شد، واجد شرایط دریافت جایزه سارقان است». و همچنان توضیح می‌دهد: «اطلاعات، با این حال، می‌تواند در مورد رفتارهایی باشد که در هر زمان رخ داده‌است.»
بر اساس این برنامه، CFTC پاداش‌هایی را برای خبرگان ارائه می‌کند که اطلاعات اصلی را ارائه می‌دهند که منجر به اقدامات اجرای CFTC یا «اقدامات مرتبط» با مجموع مجازات مدنی بیش از ۱ میلیون دلار می‌شود. یک خبرنگار می‌تواند پاداش بین ۱۰ تا ۳۰ درصد از کل تحریمهای اعمال شده را دریافت کند.
CFTC اعلام کرد اولین جایزه خود را از حدود ۲۴۰٬۰۰۰ دلار به یک خبرنگار در تاریخ ۲۰ مه ۲۰۱۴. جایزه دوم حدود ۲۹۰٬۰۰۰ دلار در تاریخ ۲۹ سپتامبر ۲۰۱۵ اعلام شد.

## بودجه / بودجه
برخلاف دیگر چهار تنظیم کننده اصلی مالی، CFTC خود مالی ندارد. هزینه معامله چندین ساله «مورد درخواست» بوده‌است، اما کنگره اقدامات قانونی انجام نداده‌است. در ماه اکتبر ۲۰۱۳ دولت SEC و فدرال رزرو را ترک کرد اما «معاملات آتی و اغلب معاملات مبادلات با هیچ‌کدام از پلیس‌ها باقی نمانده».
در سال ۲۰۰۷ بودجه CFTC 98 میلیون دلار بود و دارای ۴۳۷ کارمند معادل تمام وقت بود (FTEs). پس از سال ۲۰۰۸، بودجه سالانه ۸۰٪ به ۲۰۵ میلیون دلار و 687 FTE برای سال مالی (سال مالی ۲۰۱۲) افزایش یافت، اما به مبلغ ۱۸۰٫۴ میلیون دلار و 682 FTE برای سال مالی ۲۰۱۳ کاهش یافت. [۴۴] در سال ۲۰۱۳ عملکرد CFTC به شدت تحت تأثیر منابع محدود قرار گرفت و به تأخیر انداختن موارد بود. [۴۵] براساس کمیسیونر مجدد بارت چیلتون در آخرین سخنرانی، بودجه فعلی که در سال مالی ۲۰۱۴ به مبلغ ۲۱۵ میلیون دلار بود، با نظارت و تنظیم نظارت بر بازار مبادلات رو به رشد CFTC، معادل ده‌ها تریلیون دلار در بازار تجارت تاریکی ادامه نیافت. آخرین پیشنهاد بودجه دولت اوباما برای سال مالی ۲۰۱۵، ۲۸۰ میلیون دلار درخواست کرد، که ۳۵ میلیون دلار کمتر از درخواست سال گذشته‌است. و "۱۰۰ کارمند کمتر از ما نیاز" را در هر چیلتون تأمین می‌کند که "بودجه راً به طرز ناخوشایند " "برای CFTC بیش از ۴۰ برابر افزایش یافت. در ماه فوریه ۲۰۱۴، اسکات D. O'Malia، کمیسیونر، مخالف برنامه مالی هزینه مالی سال مالی ۲۰۱۴ بود و گفته بود که این مبلغ به اندازه کافی برای سرمایه‌گذاری‌های فناوری جدید اختصاص نمی‌دهد، اما بیش از حد اختصاص داده شده به مبادله نظارت بر فروشندگان، تکثیر کار آئین‌نامه ملی خودگردانی انجمن در ماه مارس او از درخواست بودجه سال مالی ۲۰۱۵ مخالف اعلام کرد CFTC «درخواست غیر واقعی برای کارمندان و بودجه جدید را در این درخواست بودجه بدون درک دقیق از اولویت‌های ماموریت، اهداف خاص و نیازهای پرسنل و فناوری‌های مربوطه»